# Dinggyê
Dinggyê lub Dingjie (tyb. གདིང་སྐྱེས་རྫོང, Wylie: gding skyes rdzong, ZWPY: Dinggyê Zong; chiń. upr. 定结县; pinyin Dìngjié Xiàn) – powiat we południowej części Tybetańskiego Regionu Autonomicznego, w prefekturze Xigazê. W 1999 roku powiat liczył 17 836 mieszkańców.